# Charles Newton-Robinson
Charles Edmund Newton-Robinson (ur. 14 października 1853 w Londynie, zm. 21 kwietnia 1913 w Swanage) – brytyjski prawnik i szermierz, srebrny medalista olimpijski.
Kształcił się w Westminster School i Kolegium Trójcy Świętej Uniwersytetu w Cambridge. Następnie został barristerem.
Na igrzyskach olimpijskich w Paryżu w 1900 roku wystartował w turnieju indywidualnym szpadzistów, jednak odpadł w pierwszej rundzie. Wziął udział w olimpiadzie w Atenach w 1906 roku, gdzie Brytyjczycy w składzie: William Grenfell, Cosmo Duff-Gordon, Charles Newton-Robinson i Edgar Seligman zdobyli srebrny medal w szpadzie drużynowej. Były to jego jedyne starty olimpijskie.
Startował także w regatach żeglarskich i był członkiem rady Royal Yachting Association. Był również założycielem londyńskiego Épée Club w 1900 roku.